# Igreja Cristã Reformada na Eslováquia
A Igreja Cristã Reformada na Eslováquia (ICRE) - em eslovaco: Reformovaná kresťanská cirkev na Slovensku - , é uma denominação reformada continental na Eslováquia, que atende principalmente a húngaros étnicos no país.
O primeiro presbitério reformado na Eslováquia foi formado em 1564.

## História

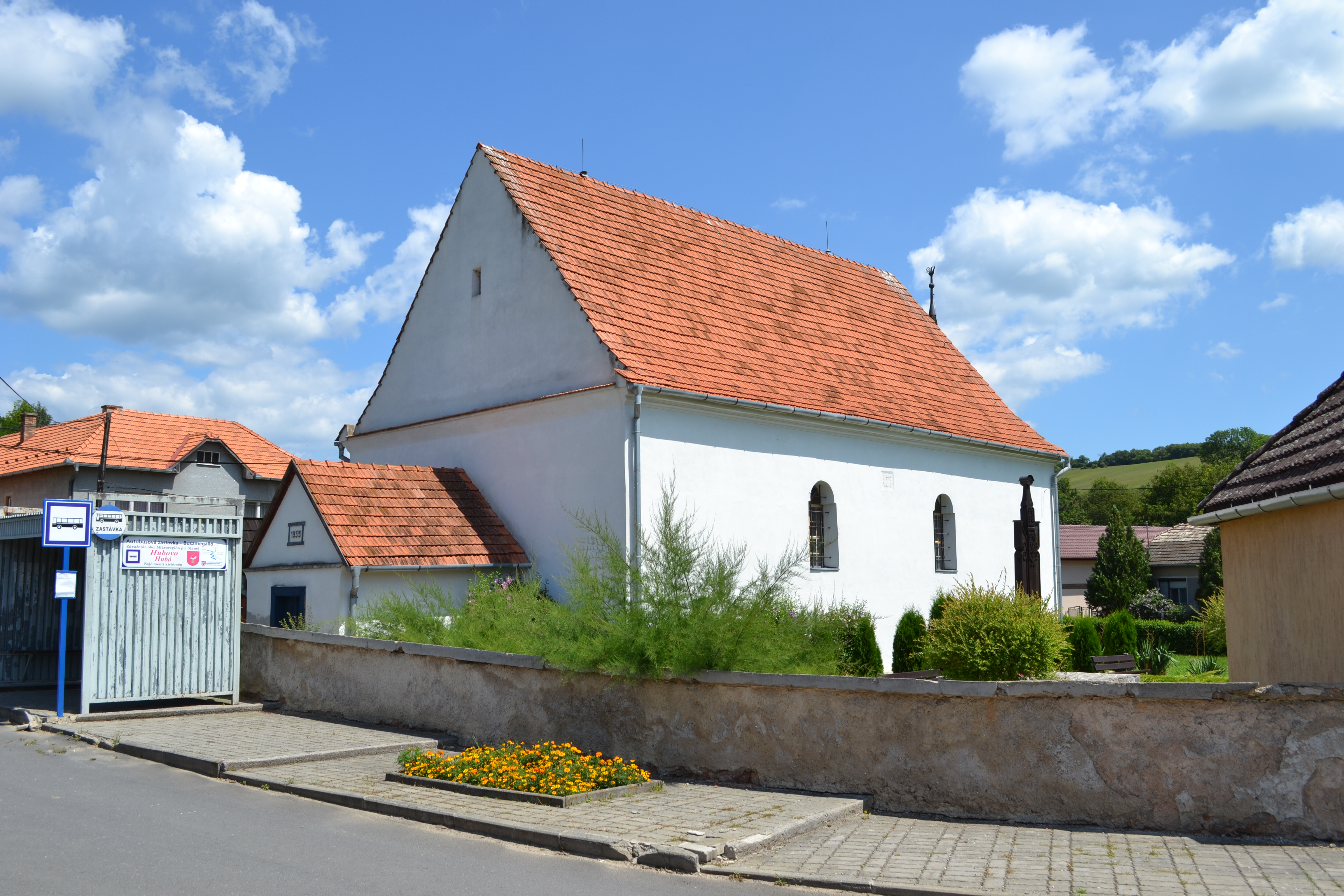
Igreja Reformada na Eslováquia

No Século XVI, a Reforma Protestante se espalhou pela Europa. Na Hungria, em 1567, foi organizado um sínodo em Debrecen, na qual os aderentes da Fé Reformada no pais se organizaram como uma denominação, que adotou a Segunda Confissão Helvética e Catecismo de Heidelberg como doutrinas oficiais. Esta denominação ficou conhecida como Igreja Reformada da Hungria.
A partir da dissolução da Áustria-Hungria, diversos territórios outrora dentro das fronteiras húngaras foram cedidos a outros países. Nestes países, foram organizadas denominações filhas da IRH. A Eslováquia tornou-se um território da Tchecoslováquia desde então.
Sendo assim, em 1918, foi oficialmente estabelecida a Igreja Cristã Reformada na Eslováquia como uma denominação independência da Igreja Reformada da Hungria.
A denominação sofreu perseguição religiosa durante o regime comunista no país. Em 1991, com a volta da liberdade religiosa na Eslováquia, a denominação voltou a realizar seu sínodo anual.

## Demografia
Em 1910, a 157.499 pessoas, ou 5,4% da população da Eslováquia era membro da Igreja Reformada da Hungria.
Em 1921,  143.705 pessoas ou 4,8% da população da Eslováquia se declarou membro no primeiro censo após a organização da Igreja Cristã Reformada na Eslováquia. 
Em 1950, 111.696 pessoas (3,2% da população) se descreveu como membro da igreja. 
Em 1991, a igreja chegou no seu número mais baixo, com 82.545 membros, e 1,6% da população. 
No Censo da Eslováquia de 2011, 98.797 pessoas, o equivalente a 1,8% da população, se identificou como membro da denominação.
No Censo de 2021, 85.271 pessoas se identificaram como membro da denominação, ou 1,6 da população.

## Doutrina
A denominação pratica a ordenação de mulheres e subscreve o Catecismo de Heidelberg e Segunda Confissão Helvética.

## Relações Intereclesiásticas
A denominação é membro do Conselho Mundial de Igrejas, Comunhão Mundial das Igrejas Reformadas e da Comunhão Reformada Húngara.